# Charles Robert-Dumas
 (février 2020).
Si vous disposez d'ouvrages ou d'articles de référence ou si vous connaissez des sites web de qualité traitant du thème abordé ici, merci de compléter l'article en donnant les références utiles à sa vérifiabilité et en les liant à la section « Notes et références ».
Charles Louis Robert-Dumas, né le 4 janvier 1875 à Paris et mort le 19 août 1946 à Reims, est un écrivain français.
Il est l'auteur de contes pour enfants et de romans policiers et d'espionnage.
Il a publié principalement sous son nom mais aussi sous les pseudonymes de Jean Mayeux et Charles Darelles.

## Biographie
Professeur d'allemand au collège de Saint-Germain-en-Laye avant la Première Guerre mondiale, il publie de nombreux livres pour l'enseignement de cette langue avec son frère Alexandre Charles (1872-1937), professeur d'allemand au lycée Montaigne (Paris).
Il participe à la Grande Guerre en qualité d'officier interprète de 1re classe de l'état-major de la 3e armée. Sa conduite lui vaut la croix de guerre avec deux citations à l'ordre de l'armée en 1916 et en 1918, et la croix de chevalier de la légion d'honneur le 6 juillet 1919.
Maintenu au service comme indispensable par décision du ministre de la guerre, il poursuit sa carrière au Service de Renseignement. Il est nommé en divers postes en France et en Allemagne. 
En 1940, l'autorité occupante inscrit douze de ses ouvrages sur la liste Otto des livres à retirer des librairies et de la vente. Arrêté à Paris par la Police militaire allemande le 12 janvier 1941, il est relâché le même jour faute de preuves. Arrêté à nouveau à Paris par la Geheime Feldpolizei le 18 juillet 1942 sur ordre de Berlin, il est écroué à Fresnes puis transféré à Francfort où il est détenu au secret par la Gestapo du 15 août au 5 octobre 1942. Libéré, il est tenu sous surveillance à Paris jusqu'en juillet 1944. Il est rappelé à l'activité le 12 octobre 1944. 
Il meurt à Reims le 19 août 1946. Il est enterré au cimetière de Cayeux-sur-Mer, une commune de la Somme où ses parents avaient une maison.

## Œuvres

### Publications
- 1906 : Darelles, Charles. L'Inutile mascarade, Paris, P. Douville, 324 p.
- 1908 : A la dérive, étude sociale, Paris, V. Zaretzky, in-16, 192 p.
- 1911-1912 : Contes d'hier et d'aujourd'hui, J.S. Norman et Charles Robert-Dumas, Londres, G. Bell and sons, 2 vol. in-16
- 1913 : Contes bleus de ma mère-grand, lettre préface d’Émile Faguet, illustrations de Henri Morin, Paris, Boivin, in-4 ̊, II-165 p.
- 1914 : Contes roses de ma mère-grand, illustrations de Maurice Lalau, Paris, Boivin, in-4 ̊, II-156 p.
- 1916 : Amour sacré, illustrations de Henri Thiriet, Paris, Boivin et Cie, in-8°, III + 200 p.
- 1921 : Contes mauves de ma mère-grand, illustrations de Maurice Lalau, Paris, Boivin, in-4°, 164 p.
- 1925 : Contes et légendes des pays d'Orient, illustrations Pierre Rousseau, Paris, Fernand Nathan, coll. « Contes et légendes de tous les pays », rééditions : 1947, 1951, 1960
- 1926 : Contes verts de ma mère-grand, illustrations de Maurice Berty, Paris, Boivin, in-4°, 160 p.
- 1929 : Contes d'or de ma mère-grand, illustrations de Maurice Berty, J. Duche, Jean de la Fontinelle, Félix Lorioux et A. Berty, Paris, Boivin, in-4°, 158 p.
- 1932 : Contes d'argent de ma mère-grand, illustrations de Félix Lorioux, Paris, Boivin, in-4°, 160 p.
- 1934 : Les dessous du cinéma allemand, Limoges, in-8°, VIII+84 p.
- 1934 : 2e Bureau, Paris, Arthème Fayard, in-16°, 256 p., collection Ceux du S.R..
- 1934 : L'homme à abattre, Paris, Arthème Fayard, in-16, 255 p., collection Ceux du S.R..
- 1934 : Les loups entre eux, Paris, Arthème Fayard, in-16, 256 p., collection Ceux du S.R..
- 1934 : Un lycéen a disparu !, Paris, Boivin, in-12, 255 p.
- 1935 : L'Embardée, Paris, Arthème Fayard, in-16, 256 p., collection Ceux du S.R..
- 1935 : L'idole de plomb, Paris, Arthème Fayard, in-16, 255 p., collection Ceux du S.R..
- 1935 : Le masque de vitriol, Paris, Arthème Fayard, in-16, 255 p., collection Ceux du S.R..
- 1936 : Jean l'Ours, Paris, Boivin, in-16, 127 p.
- 1937 : La marque du triangle, Paris, Arthème Fayard, in-16, 253 p., collection Ceux du S.R..
- 1937 : L'usine fatale, Paris, Arthème Fayard, in-16, 255 p., collection Ceux du S.R..
- 1937 : Contes de nacre de ma mère-grand, illustrations de Félix Lorioux, Paris, Boivin, in-4°, 160 p.
- 1938 : Face au destin, Paris, Arthème Fayard, in-16, 254 p.
- 1939 : Agent double, Paris, Arthème Fayard, in-16, 252 p., collection Ceux du S.R..
- 1939 : La machine à prédire la mort, Paris, Arthème Fayard, in-16, 287 p.
- 1947 : Contes de jade de ma mère-grand, illustrations de Félix Lorioux, Paris, Boivin, in-4°, 158 p.[4]

### Adaptations au cinéma
- 1935 : Deuxième Bureau, réalisation : Pierre Billon, 105 min, noir et blanc, scénario et dialogues de Bernard Zimmer.
- 1936 : Les loups entre eux, réalisation : Léon Mathot, 103 min, noir et blanc, scénario et dialogues de Charles Spaak.
- 1937 : L'homme à abattre, réalisation : Léon Mathot, 102 min, noir et blanc, scénario et dialogues de Carlo Rim.
- 1938 : Le Capitaine Benoît, réalisation : Maurice de Canonge, 95 min, noir et blanc, scénario et dialogues d'Albert Guyot (adaptation) et Bernard Zimmer (dialogues).
- 1939 : Le monde tremblera, réalisation : Richard Pottier, 108 min, noir et blanc, scénario et dialogues d'Henri-Georges Clouzot et J. Villard, d'après le roman La Machine à prédire la mort.
- 1940 : Secret Journey (en), réalisation : John Baxter, 61 min, noir et blanc, scénario et dialogue de Michael Hogan.
- 1940 : Face au destin, réalisation : Henri Fescourt, 102 min, noir et blanc

## Distinctions
- Officier de la Légion d'honneur (décret du 5 novembre 1931)[2]
- Croix de guerre 1914–1918, palme de bronze (2 citations à l'ordre de l'armée : le 21 septembre 1916 et le 27 novembre 1918)[2]
- Croix du combattant
- Médaille interalliée de la Victoire
- Médaille commémorative de la guerre 1914–1918